# La Chica
Sophie Fustec, connue sous le pseudo de La Chica, est une chanteuse, auteure, compositrice franco-vénézuélienne.

## Biographie
Fille d'une mère vénézuellienne et d'un père français, La Chica grandit dans le quartier de Belleville et y devient artiste. Disposant d’une formation en piano classique, elle a étudié également l’ingénierie sonore à Paris, puis a joué en tant que pianiste et claviériste. Elle fait partie un moment  des 3SomeSisters, un groupe de musique qui a vu le jour en 2010, y chante, et travaille aux côtés de Yael Naim ou David Donatien (entre autres). « Je n'arrive pas toujours à cibler qui je suis tant je suis mélangée », explique-t-elle. « Alors j'essaie de faire une musique globale, et ça marche bien puisque les retours que j'ai viennent de partout. C'est l'aspect populaire, street-art et urbain qui m'avait plu quand j'ai grandi dans le quartier de Belleville, il y avait des ateliers, des squats, qui ont tous fermé depuis. Ce qui m'inspire en priorité, c'est depuis toujours le béton et la rue ».
Puis elle décide de créer son propre son, tout en continuant à se servir de sa voix. En 2015, elle publie le « puzzle arty collé - décalé » qui illustre le morceau, Oasis, mélangeant des influences très diverses, et premier morceau éponyme d'un EP qui parait en 2017. 
Son premier album, Cambio sort en 2019. Elle chante essentiellement en espagnol  ou en anglais plus rarement, comme dans le morceau Drink. Dans cet album, elle exprime ses désirs de métamorphose, avec des compositions tranchées, et un album contrasté où elle sait passer d'un chant de guerrière à un poème murmuré à elle-même. 
En 2020, elle revient avec un nouvel album concept intitulé La Loba, se servant uniquement d’un piano et de sa voix pour construire toutes les sonorités de l’album. C’est un opus plus intime, empreint de magie et de rituels, un voyage intérieur dans lequel elle passe par différents états émotionnels comme la colère, la tristesse infinie, l’amour suprême, l’illumination. En 2022, elle publie La Loba Remixes, un remix sur une musique électro.

## Discographie
- Oasis (EP), 2017[3]
- Cambio, 2019[1]
- La Loba, 2020[4]
- La Chica & El Duende Orchestra, 2024